# Хаян
Хая́н — улус в Бичурском районе Бурятии. Входит в сельское поселение «Еланское».

## География
Расположен в 23 км к западу от районного центра, села Бичура, по северной стороне региональной автодороги Р441 Мухоршибирь — Бичура — Кяхта, на левой надпойменной террасе старицы реки Хилок (в 1,5 км южнее главного русла), в 11 км северо-западнее центра сельского поселения — села Елань.

## Население
| 2002 | 2010 |
| ---- | ---- |
| 154  | ↘151 |